# Edvard Drabløs

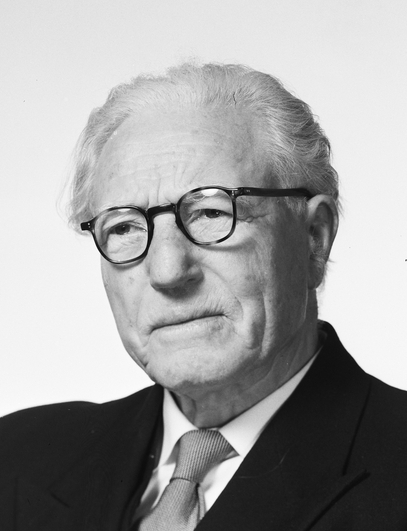
Edvard Drabløs, 1961.

Edvard Drabløs, född 1 april 1883 i Sykkylven i Møre og Romsdal, död 27 april 1976 i Oslo, var en norsk skådespelare, regissör och teaterchef.
Från 1912 var Drabløs med korta avbrott en av Det Norske Teatrets huvudkrafter. Han arbetade också vid denna scen som regissör, och var åren 1915–1916 och 1950–1951 teaterchef. Drabløs kloka humor och osvikliga äkta känsla gjorde honom till en god Holbergtolkare som Jeppe på berget, Herman von Bremen i Den politiske kannstöparen, Rosiflengius i Det lyckliga skeppsbrottet och Corfitz i Barselstuen. Hans skådespelarkonst spände också över fina Tjechovroller som regementsläkaren i Tre systrar och den gamle tjänaren i Körsbärsträdgården. Drabløs hade också biroller i film, från domaren i Tattar-Anna (1920) till läraren i Nio liv (1957). Hans sista roll var Kristen i Tarjei Vesaas Bleikeplassen på Det Norske Teatret och i Fjernsynsteatret.

## Filmografi
- 1920 – Tattar-Anna
- 1921 – Jomfru Trofast
- 1921 – Felix
- 1934 – Liv
- 1935 – Samhold må til (kortfilm)
- 1938 – Bør Børson jr.
- 1939 – Gjest Baardsen – en norsk Lasse-Maja
- 1940 – Godvakker-Maren
- 1940 – Tørres Snørtevold
- 1941 – Gullfjellet
- 1942 – Nordlandets våghals
- 1946 – Om kjærligheten synger de
- 1950 – To mistenkelige personer
- 1951 – Vad vore livet utan dig
- 1951 – Storfolk og småfolk
- 1953 – Skøytekongen
- 1957 – Nio liv
- 1965 – Smeltedigelen
- 1965 – Bleikeplassen